# 3つ星ラブデイズ
『3つ星ラブデイズ』（みつぼしラブデイズ、英称：Three-Star Love Days）は、杉山美和子による日本の漫画。『ChuChu』（小学館）において、2006年8月号から同年10月号まで連載された。

## あらすじ
ファミリーレストランチェーンを展開するグループの社長を務める少女と、個人経営のレストランを経営する少年との企業買収問題を綴った物語。

## 登場人物
各務 ひなた（かがみ ひなた）
主人公。15歳。各務グループ・ファミレスチェーン「ミラーズ｣の社長。前社長である父親を幼いころに亡くし、後任として社長の座を継ぐ。しかし各務グループの重役たちが推し進める他店の買収問題で心が揺れ動いている。料理についての探求のために田崎類士（後述）の店「田崎亭」の味を吟味している。
田崎 類士（たさき るいじ）
早世した父親に代わり、洋食屋「田崎亭」を営む高校生。利益追求主義の「ミラーズ」とは対照的に庶民派の雰囲気を演出し、閉店間際の注文も受け付けるなど柔軟な姿勢で接客していた。しかし「田崎亭」を買収対象として検討する「ミラーズ」から食材の調達停止等の妨害を受け、閉店を迫られる。
小林（こばやし）
各務の通う高校のマスコミ部部長。各務の悩みの相談に乗っている。

## 書誌情報
- 杉山美和子『3つ星ラブデイズ』小学館〈ちゅちゅコミックス〉2007年2月1日初版発行[1]、ISBN 978-4-091-30803-0
  - 読みきり作品「ちょこっとキス」「カンバスと甘いキス」を併録。